# Bernard Sachs

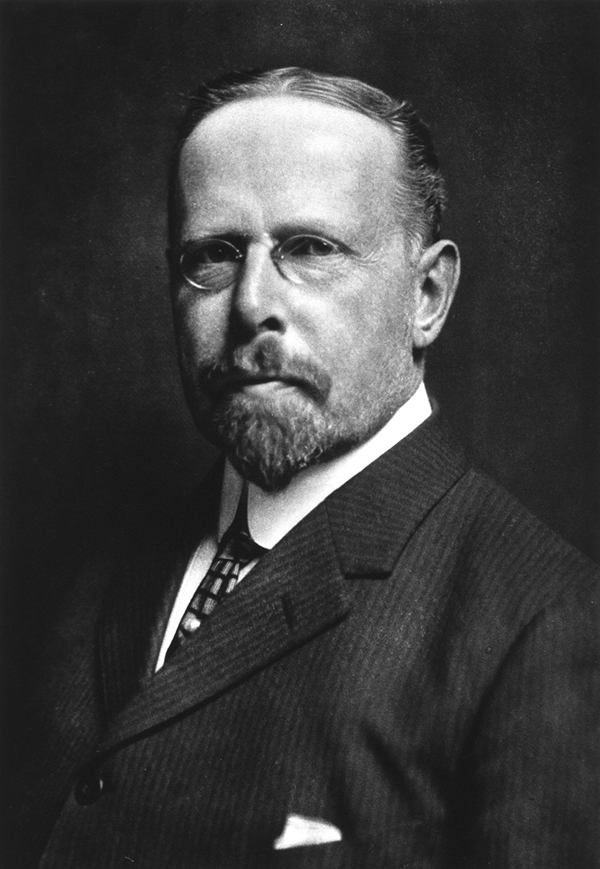
Bernard Sachs

Theodore Bernard Sachs (ur. 2 stycznia 1858 w Baltimore, zm. 8 lutego 1944) – amerykański lekarz neurolog. Jako jeden z pierwszych opisał objawy choroby, znanej dziś jako choroba Taya-Sachsa.

## Życiorys
Urodził się w Baltimore, ale edukację odebrał w Nowym Jorku i z tym miastem wiązała się niemal cała jego kariera. W dzieciństwie duży wpływ miał na niego starszy brat Julius. Studiował na Harvard University, gdzie zainteresował się psychologią i psychopatologią pod wpływem Williama Jamesa. Po ukończeniu studiów w 1878 roku odbył podróż do Europy, gdzie zwiedził kliniki Adolfa Kussmaula, Friedricha von Recklinghausena, Friedricha Goltza, Rudolfa Virchowa, Carla Westphala, Theodora Meynerta, Jeana-Martina Charcota i Johna Hughlingsa Jacksona. W 1885 roku przetłumaczył Psychiatrie Meynerta na angielski. Po powrocie do USA praktykował w Nowym Jorku, pracował w New York Polyclinic Hospital, był konsultantem w Mount Sinai Hospital i Manhattan State Hospital. Był wydawcą Journal of Nervous and Mental Disease (1886–1911) i przewodniczącym American Neurological Association (1894,1932).

## Dorobek naukowy
Przedstawił jeden z pierwszych opisów choroby, znanej dziś jako choroba Taya-Sachsa. Opublikował podręcznik neurologii dziecięcej, kilkukrotnie wznawiany i tłumaczony na niemiecki. Ogółem pozostawił blisko 200 prac naukowych. 

## Wybrane prace
- Die Hirnlähmungen der Kinder. [Volkmann’s] Sammlung klinischer Vorträge, Leipzig, 1892, N. F. 46/47.
- A treatise on the Nervous Disease of Children. New York: W.Wood & Co. 1895
- Lehrbuch der Nervenkrankheiten des Kindesalters für Ärzte und Studierende. Autorisierte deutsche Übersetzung von Dr.B. Onuf-Onufrowicz. Leipzig-Wien: F. Deuticke 1897
- (z L. Hausmanem) Nervous and Mental Disorders From Birth Through Adolescence. New York, 1925.